# 乞四比羽
乞四 比羽（きつし ひう、? -  698年）は、7世紀に大祚栄の父の乞乞仲象と共に渤海の建国を主導した靺鞨出身の人物。乞四比羽は高句麗滅亡後、唐の営州へ強制連行され、抑留生活を送った。
696年、契丹の反乱で生じた混乱に乗じて営州から脱出し、高句麗の遺民たちを導いてかつての高句麗領へと移動した。これに対して唐の武則天（則天武后）は、乞四比羽を許国公に封じて懐柔しようとしたが、乞四比羽がこれを拒んだため、武則天は李楷固を送って高句麗と靺鞨の集団を攻撃した。乞四比羽は李楷固との戦いで戦死し、高句麗遺民と靺鞨の集団は、これ以降、乞乞仲象の息子である大祚栄が導くことになった。

## テレビドラマ
韓国のテレビドラマ『大祚榮』の作中ではコルサビウ（朝鮮語: 걸사비우）の名で登場する。もとは楊万春の部下であったとされ、大祚栄、フクスドル（黒水乭）と義兄弟の契りを結び、高句麗の滅亡後、大祚栄に従ったとされた。この作品を含め、韓国の歴史ドラマについて史実との違いを指摘した韓圭哲（朝鮮語: 한규철、慶星大学）は、コルサビウと大祚栄が義兄弟となることなどあり得ない、などと指摘している。